# دهستان خرارود (سیاهکل)
دهستان خرارود (سیاهکل) نام دهستانی در بخش مرکزی شهرستان سیاهکل، استان گیلان در ایران است. براساس سرشماری مرکز آمار ایران در سال ۱۳۸۵، جمعیت آن ۷۸۹۹ نفر (۲۰۵۴ خانوار) بوده‌است.
از روستاهای تابع آن می توان به روستای دوستلات  نامبرده .